# Aedes harperi
Aedes harperi är en tvåvingeart som beskrevs av Knight 1948. Aedes harperi ingår i släktet Aedes och familjen stickmyggor.
Artens utbredningsområde är Filippinerna. Inga underarter finns listade i Catalogue of Life.